# Sergio Sighinolfi
Sergio Sighinolfi (Modena, 25 april 1925 – San Venanzio bij Maranello, 7 september 1956) was een Italiaans autocoureur. In 1952 was hij eenmaal te vinden op de inschrijvingslijst van een Formule 1-race, de Grand Prix van Frankrijk van dat jaar als reservecoureur voor Scuderia Ferrari. Alle Ferrari-coureurs startten die race echter en Sighinolfi startte niet. Hij schreef zich hierna nooit meer in voor een Formule 1-race. Sighinolfi reed tussen 1948 en 1955 ook in de sportwagens, waaronder in de Mille Miglia van 1949 tot 1953 en in 1955. Zijn beste resultaat behaalde hij hier in 1955 met een zesde plaats.
Sighinolfi kwam op 31-jarige leeftijd in de frazione San Venanzio bij Maranello om bij een ongeluk tijdens het op de openbare weg testen van een Ferrari 250.